# 시모나 포프
시모나 포프(루마니아어: Simona Pop, 1988년 12월 25일 ~ )는 루마니아의 펜싱 선수로 결혼 전 성은 데아크(루마니아어: Deac)이다. 주 종목은 에페이다.

## 기록

### 올림픽
2016년 하계 올림픽 여자 에페 단체전
| 선수                                                       | 세부 종목 | 64강전           | 32강전           | 16강전           | 8강전            | 4강전            | 결승 / 3,4위전   | 결승 / 3,4위전 |
| 선수                                                       | 세부 종목 | 상대 선수 스코어 | 상대 선수 스코어 | 상대 선수 스코어 | 상대 선수 스코어 | 상대 선수 스코어 | 상대 선수 스코어 | 순위           |
| 아나 마리아 브란저 로레다나 디누 시모나 게르만 시모나 포프 | 에페 단체 | 경기 없음        | 경기 없음        | 부전승           | 미국 승 24–23    | 러시아 승 45–31  | 중국 승 44–38    | 1              |

## 사진

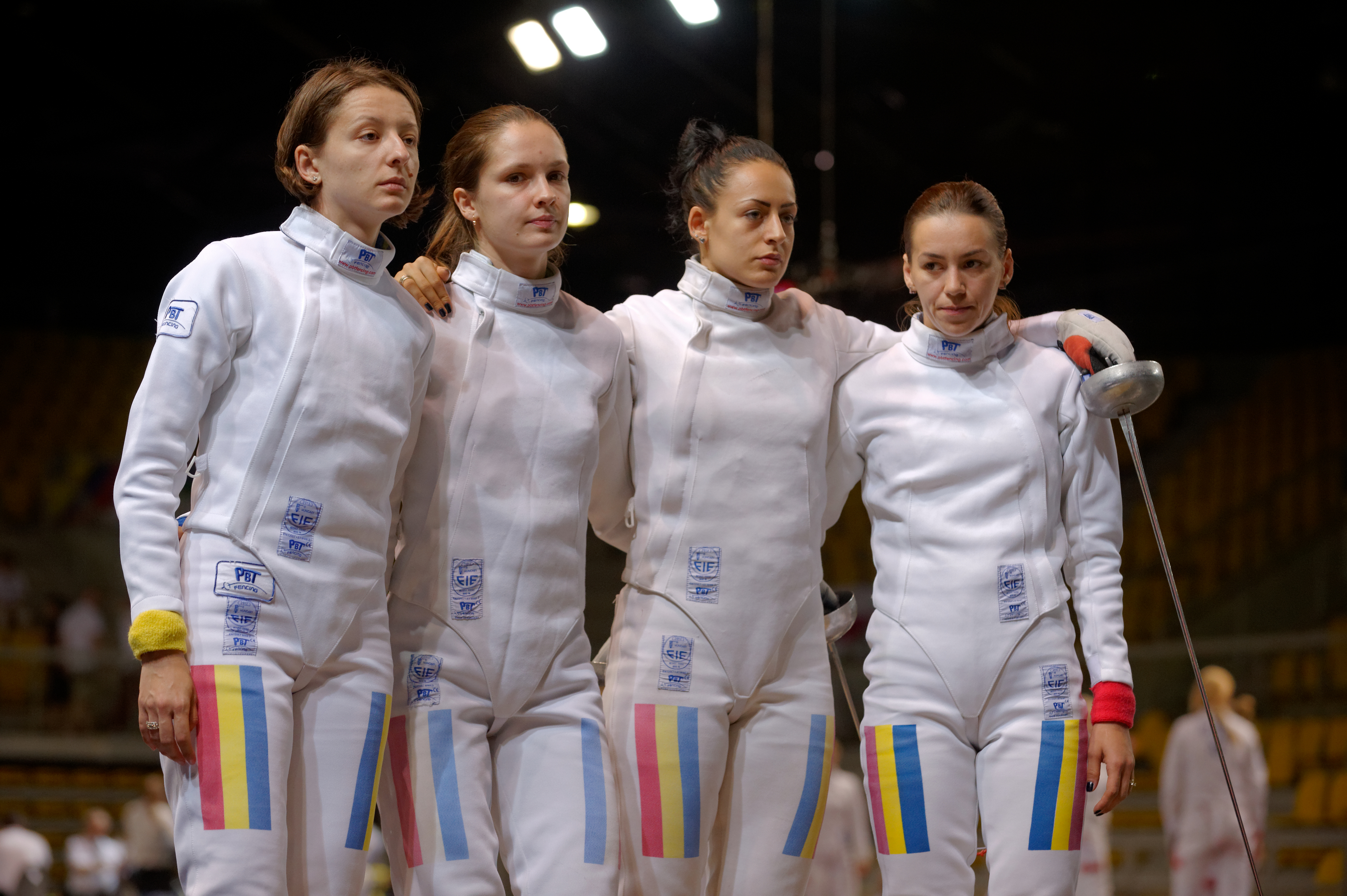
왼족에서 두번째
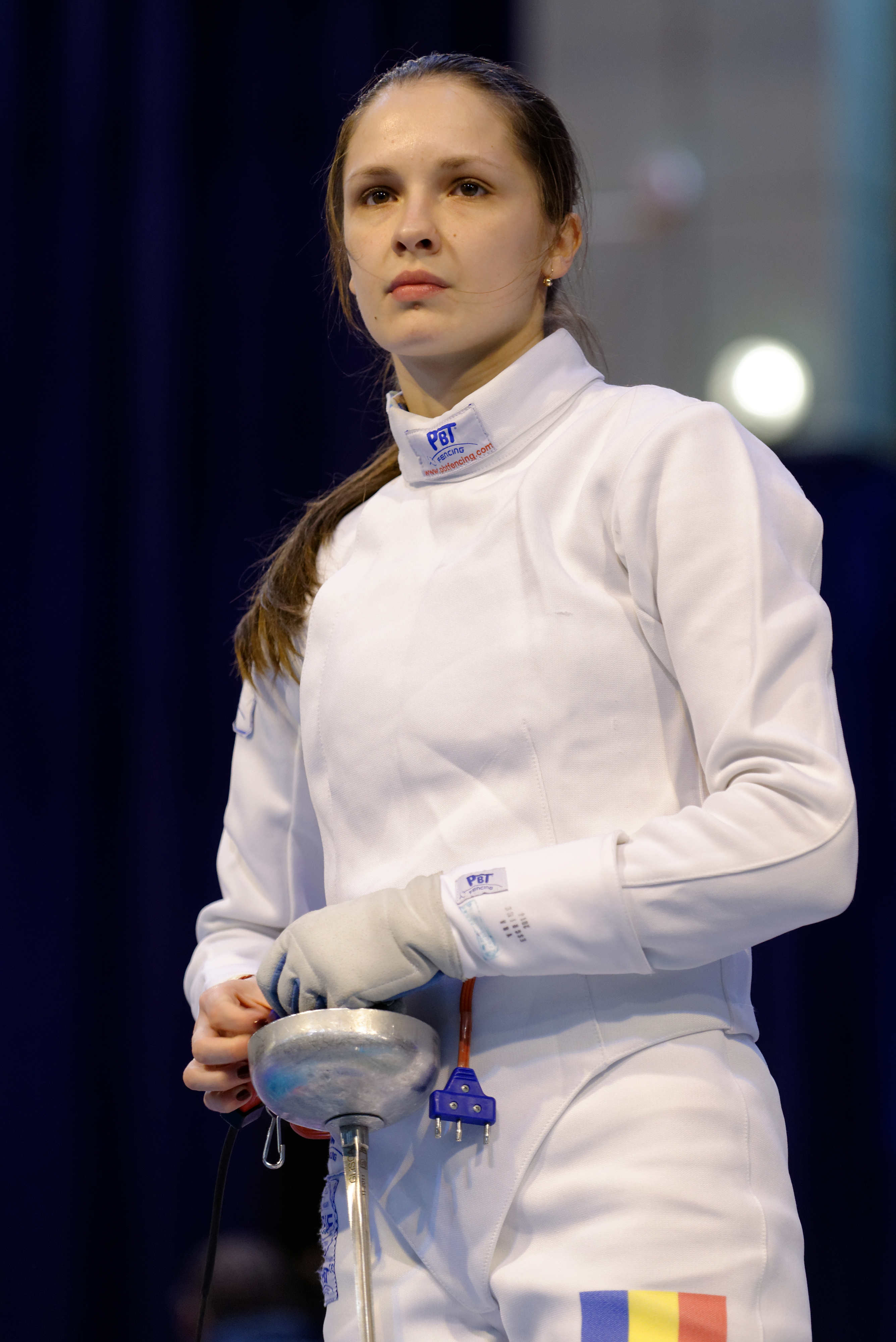
시모나 포프